# Sapphirinidae
Famille
Les Sapphirinidae forment une famille de copépodes.

## Liste des genres
- Copilia Dana, 1849
- Sapphirina J. Thompson, 1830
- Vettoria C. B. Wilson, 1924